# Marcelle Leroy
Pour les articles homonymes, voir Leroy.
Marcelle Leroy, née le 19 avril 1888 à Liège et morte le 14 septembre 1979 à Bruxelles est une enseignante belge, secrétaire du Comité mondial des Femmes contre la guerre et le fascisme.

## Biographie

### Famille
Marcelle Leroy est la fille d'un comptable et d’une institutrice. La famille vit en Russie de 1900 à 1918.

### Militantisme
Après son divorce, Marcelle Leroy rentre en Belgique avec trois jeunes enfants et travaille dès 1929 au Centre des Relations culturelles avec l’URSS. Elle est admise au parti communiste en 1934. Lors des élections de 1938, elle devient conseillère communale pour le parti communiste à Forest à partir de janvier 1939 mais démissionne en avril 1940.
À la demande d'Isabelle Blume, elle devient secrétaire pour la Ligue des femmes pour la Paix et la Liberté en 1919. Avec Alice Pels, Hélène Burniaux, Germaine Hannevart et Isabelle Blume, elle participe à la préparation de la Conférence mondiale des femmes contre la guerre et le fascisme en juin 1933. Elle prend part au congrès d’Amsterdam. En 1935, elle forme la section belge du Comité mondial des femmes contre la guerre et le fascisme (CMF) et en devient la secrétaire nationale. Elena Stassova correspond avec elle pour agrandir le nombre de membres de l'antenne belge.
Le 17 mars 1944, ses actions dans la résistance conduisent à son arrestation. Elle est alors déportée à Ravensbrück en septembre après être passée par les prisons de Saint-Gilles, Cologne et Vught. Son retour en France se fait le 29 juin 1945. Le parti communiste la réintègre en avril 1946 et elle continue son activité au profit des prisonniers politiques.

### Autre engagement et vie privée
Marcelle Leroy rejoint la franc-maçonnerie au sein de l'obédience mixte Le Droit humain en 1927, puis devient vénérable maître de la loge « Sagesse de Bruxelles » en 1959.
Elle se remarie avec le peintre Hendrik Heyligers en 1932 puis en divorce en 1940.